# Bill Miller (cestista)
William Ralph Miller, detto Bill (Berea, 24 novembre 1924 – 9 luglio 1991), è stato un cestista e allenatore di pallacanestro statunitense, professionista nella BAA.